# Johannes Klemm
Friedrich Paul Johannes Klemm (* 7. April 1889 in Dresden; † 15. Juli 1975 ebenda) war ein deutscher Schauspieler und Theaterinspizient.

## Leben und Wirken
Er war der Sohn des Kaufmanns Friedrich Wunibald Klemm. Nach dem Schulabschluss schlug er eine Schauspiel- und Ballettausbildung ein und begann 1909 seine Karriere am Volkstheater in Dresden. 1910 ging er in die Schweiz und spielte bis 1914 in Zürich, Genf und im italienischen Mailand. Nach Ausbruch des Ersten Weltkrieges kehrte er nach Deutschland zurück, um Kriegsdienst zu leisten. Nach Auftritten in Krefeld ging er 1919 nach Königsberg (Preußen) und 1921 nach Baden-Baden. Weitere Stationen waren Duisburg, Bochum und München. 1928 kehrte er nach Dresden zurück, wo er fortan als Schauspieler und später auch als Inspizient am dortigen Staatstheater wirkte.